# Еш сир Алзет
Еш сир Алзет (лукс. Esch-Uelzecht,   фр. Esch-sur-Alzette) је град у Луксембургу.

## Географија
Еш сир Алзет је општина са градским статусом у југоисточном Луксембургу, главни град Кантона Еш сир Алзет и део је Округа Луксембург. Налази се у југозападном Луксембургу, на граници са Француском. Кроз град протиче река Алзет.
Простире се на 14,35 km². Према попису из 2001. године град Диферданж има 27.146 становника. Према процени 2009. има 29.853 становника.
Град је центар производње челика у земљи.

## Знаменитости
Еш сир Алзет је дом Народног музеја Отпора, у којем се чува материјал у вези са отпором на немачку окупацију за време Другог светског рата. На улазу у музеј се налази скулптура политички затвореник. Друге туристичке атракције су велики парк и Берварт кула (Berwart Tower) изграђена 1621. У граду постоје и два музеја.

## Демографија
Попис 15. фебруара 2001:
- Укупна популација: 27.146
  - Мушкарци: 13.252
  - Жене: 13.894

| Националност    | Популација | %      |
| --------------- | ---------- | ------ |
| - Луксембуржани | 15.062     | 55,49% |
| - Португалци    | 6.442      | 23,73% |
| - Французи      | 1.236      | 4,55%  |
| - Италијани     | 1.641      | 6,05%  |
| - Белгија       | 336        | 1,24%  |
| - Немци         | 251        | 0,92%  |
| - Југословени   | 1.224      | 4,51%  |
| - Остали        | 954        | 3,51%  |

| Година       |
| Становништво |
| ------------ |

## Градови побратими
- Лондон (Бентнал Грин)
- Коимбра
- Келн
- Лијеж
- Лил
- Медлинг
- Офенбах ам Мајн
- Пито
- Ротердам
- Сен Жил
- Торино
- Велетри
- Земун

## Галерија
- Еш сир Алзет
- Град